# Villanella Dal Verme
Villanella Dal Verme (prima metà XIV secolo – fine XIV secolo) è stata una nobile italiana, signora consorte di Fermo, Montefalcone Appennino, Montegiorgio e Sant'Elpidio Morico.

## Biografia
Detta "Luchina", era la figlia del nobile condottiero Luchino Dal Verme e di Beatrice da Enzola.
Si sposò nel 1363 con il condottiero Rinaldo da Monteverde, signore di Fermo, al quale diede due figli:
- Luchino († 1380), il quale sposò Margherita Smeducci; fu decapitato assieme al padre e al fratello;
- Mercenario († 1380), che sposò Leda Smeducci; fu decapitato assieme al padre e al fratello.

Dopo la morte del marito, decapitato a Fermo il 2 giugno 1380 assieme ai figli, venne incarcerata insieme alle sue nuore in quanto ritenuta colpevole delle scelleratezze di Rinaldo. Nel luglio 1380 venne richiesta dal conte di Urbino Antonio II da Montefeltro, per il tramite di Giovanni Ubaldini, affinché fosse consegnata a Gian Galeazzo Visconti per il quale aveva militato il padre di Villanella, ma nulla si seppe del seguito.